# ドイツ・レクイエム
ドイツ・レクイエム（ドイツ語: Ein deutsches Requiem）作品45は、ドイツの作曲家ヨハネス・ブラームスが作曲したオーケストラと合唱、およびソプラノ・バリトンの独唱による宗教曲。1868年に完成し、翌年1869年初演された。全7曲で構成され、歌詞はドイツ語。

## 概要
通常レクイエムはカトリック教会において死者の安息を神に願う典礼音楽のことであり、ラテン語の祈祷文に従って作曲される。しかし、ハンブルクで生まれ、ウィーンで没したブラームスはルター派信徒であるため、ルター聖書のドイツ語版の文言から、ブラームス自身が選んだ旧約聖書と新約聖書のドイツ語章句を歌詞として使用している。
これは、メンデルスゾーンが1840年に作曲した交響曲第2番『讃歌』ですでに行われた手法である。
また、演奏会用作品として作曲され、典礼音楽として使うことは考えられていないのが大きな特徴として挙げられる。ブラームス自身も、「キリストの復活に関わる部分は注意深く除いた」と語っている。
ポリフォニーが巧みに活かされた作品であり、初期作品ピアノ協奏曲第1番の第3楽章にも見られるようなバロック音楽、特に大バッハやハインリヒ・シュッツ（シュッツも、「ドイツ・レクイエム」を作曲している）の影響が顕著に見て取れる。また第1曲の旋律が全曲にわたり用いられており、楽曲構成にも統一が意図されている。
なお、この曲の理解者で1868年に一部演奏を担当した指揮者カール・マルティン・ラインターラーは、ブラームスの詞の選択に納得がいかず、ヘンデルの『メサイア』のソプラノによるアリア「私は知る、私を贖う者は生きておられる」を挿入した。

## 作曲の経緯と初演

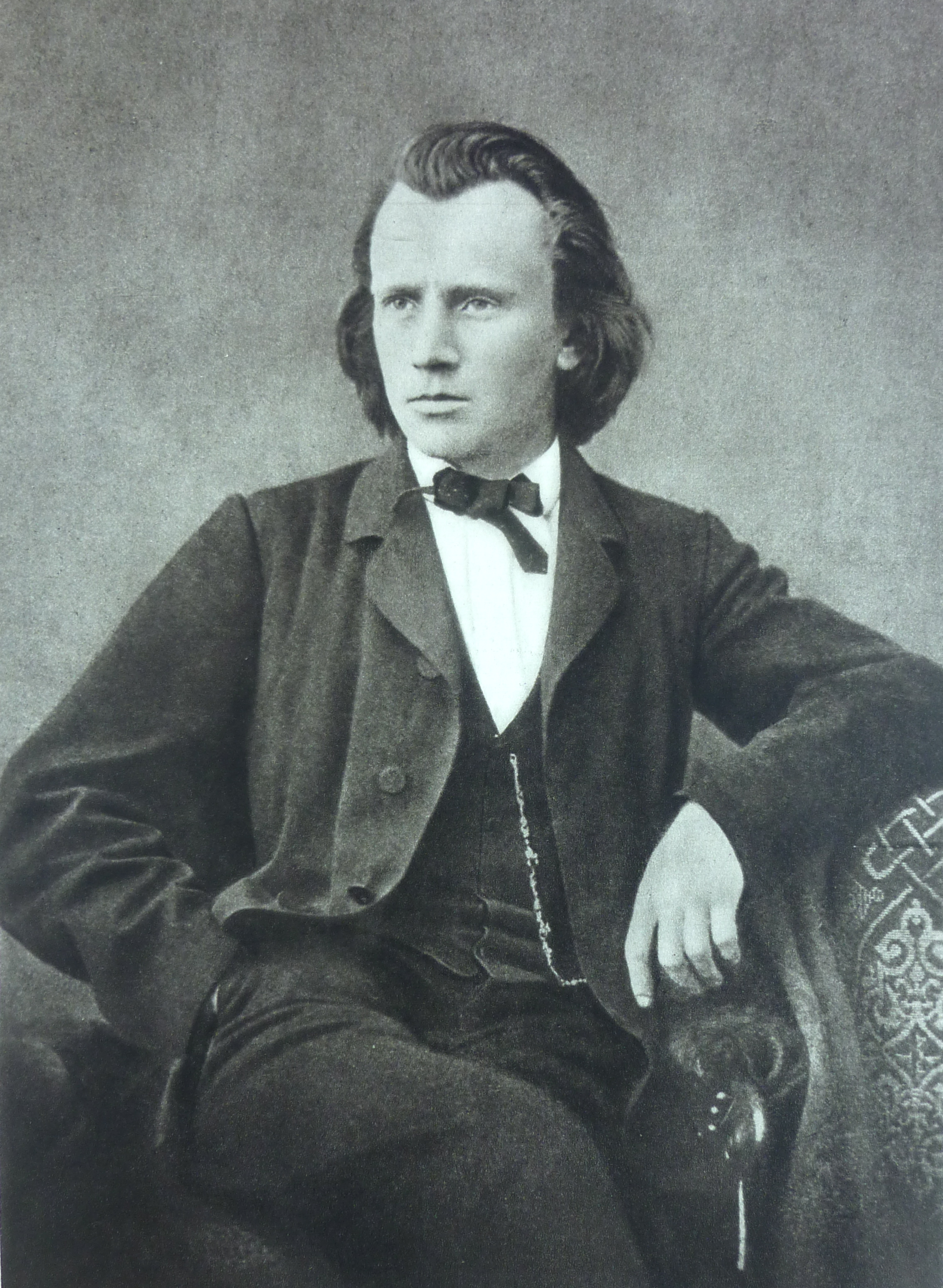
1866年頃のブラームス

この曲は1857年頃から書かれ始めた。この曲が構想されたきっかけは、1856年に自らを世に出してくれた恩人ロベルト・シューマンが死去したことにあったと言われている。1857－59年には早くも現在の第2楽章を完成させるが、そこからは進まなかった。しかし、1865年、ブラームスの母が死去し、これが彼に曲の製作を急がせることとなった。
まず、初演2年前の1867年12月1日、作曲されていた第1曲から第4曲までのうち、最初の3つの楽章の試演が、ヨハン・ヘルベックの指揮によりウィーン楽友協会で行われたが、演奏がうまくいかず聴衆の罵声を浴びて失敗した。エドゥアルト・ハンスリックもこの時、皮肉を込めた批評を書いている。しかしブラームスは諦めることなく作曲を続けて、第6曲と第7曲を書き上げ、初演1年前の1868年4月10日、ブレーメンで第5曲を除く全曲を自らの指揮で演奏し、成功を収めた。これにより、ブラームスは35歳にしてドイツ屈指の作曲家としての地位を確立した。その直後の4月28日、ラインターラーの指揮で再演され（上述）、5ヶ月後の9月17日、チューリッヒで8月までに完成した第5曲がフリードリヒ・ヘーガーの指揮で演奏された。
この5ヶ月後の1869年2月18日、カール・ライネッケ指揮のライプツィヒ・ゲヴァントハウス管弦楽団により7曲全曲が初演された。この作品のユニークな特色の一つに、この初演以前に、上述のような部分的に作曲した楽章の分だけ演奏されてきた遍歴を持つことが挙げられる。

## 編成
- ピッコロ 1
- フルート 2
- オーボエ 2
- クラリネット 2
- ファゴット 2
- コントラファゴット 1
- ホルン 4
- トランペット 2
- トロンボーン 3
- チューバ 1
- ティンパニ 3台（1人）
- ハープ 1ないしは2
- 弦五部（ヴァイオリン第1・第2、ヴィオラ、チェロ、コントラバス）
- オルガン（任意）
- 混声4部合唱
- ソプラノ独唱（第5曲）、バリトン独唱（第3、第6曲）

なお、第1曲ではヴァイオリンは使われず、ヴィオラが弦楽の中心となっている。

## 演奏時間
約70分。

## 構成
1. 悲しんでいる人々は幸いである( Selig sind, die da Leid tragen[ヘルプ/ファイル])（マタイ伝5:4、詩篇126:5-6）　ヘ長調、4分の4拍子
2. 人は皆草のごとく( Denn alles Fleisch, es ist wie Gras[ヘルプ/ファイル])（1ペテロ1:24、ヤコブ書5:7、イザヤ書35:10）　変ロ短調、4分の3拍子
3. 主よ、我が終わりと、我が日の数の(" Herr, lehre doch mich[ヘルプ/ファイル]")（詩篇39:4-7、知恵の書3:1）　ニ短調、2分の2拍子
4. 万軍の主よ、あなたの住まいは( Wie lieblich sind deine Wohnungen[ヘルプ/ファイル])（詩篇84:1-2、4）　変ホ長調、4分の3拍子
5. このように、あなた方にも今は( Ihr habt nun Traurigkeit[ヘルプ/ファイル])（ヨハネ伝16:22、シラ書51:27、イザヤ書66:13）　ト長調、4分の4拍子
6. この地上に永遠の都はない( Denn wir haben hie keine bleibende Statt[ヘルプ/ファイル])（ヘブル書13:14、コリント前15:51-55、黙示録4:11）、所謂ブラームスの「怒りの日」である。　ハ短調、4分の4拍子
7. 今から後、主にあって死ぬ死人は幸いである( Selig sind die Toten[ヘルプ/ファイル])（黙示録14:13）　ヘ長調、4分の4拍子

## 歌詞
ドイツ語歌詞原文は、ドイツ語版Wikisource:Ein deutsches Requiemより、
一部改変しつつ転載。

### 第1曲「幸いなるかな、悲しみを抱くものは」
[Ziemlich langsam und mit Ausdruck. F-Dur, C]

Selig sind, die da Leid tragen,

denn sie sollen getröstet werden.

Matthäus 5, 4

Die mit Tränen säen,

werden mit Freuden ernten.

Sie gehen hin und weinen

und tragen edlen Samen,

und kommen mit Freuden

und bringen ihre Garben.

Psalm 126, 5.6.
[かなりゆっくりと、表情をつけて。ヘ長調、C]

幸いなるかな、悲しみを抱くものは、

かれらは慰められんゆえに。

マタイによる福音書 5:4

涙とともに蒔くものは、

喜びとともに刈り入れん。

かれら出で行き、泣きて、

とうとき種を携える。

されど喜びとともにきたりて、

穂束を持ち運ぶ。

詩編 126:5-6

### 第2曲「肉はみな、草のごとく」
[Langsam, marschmäßig. b-Moll, 3/4]

Denn alles Fleisch, es ist wie Gras

und alle Herrlichkeit des Menschen

wie des Grases Blumen.

Das Gras ist verdorret

und die Blume abgefallen.

1. Petrus 1, 24

[Etwas bewegter. Ges-Dur, 3/4]

So seid nun geduldig, liebe Brüder,

bis auf die Zukunft des Herrn.

Siehe, ein Ackermann wartet

auf die köstliche Frucht der Erde

und ist geduldig darüber,

bis er empfahe den Morgenregen und Abendregen.

So seid geduldig.

Jakobus 5, 7

[Tempo I. b-Moll, 3/4]

Denn alles Fleisch, es ist wie Gras

und alle Herrlichkeit des Menschen

wie des Grases Blumen.

Das Gras ist verdorret

und die Blume abgefallen.

[Un poco sostenuto. B-Dur, C]

Aber des Herren Wort bleibet in Ewigkeit.

1. Petrus 1, 24.25

[Allegro non troppo, B-Dur, C]

Die Erlöseten des Herrn werden wiederkommen,

und gen Zion kommen mit Jauchzen;

Freude, ewige Freude,

wird über ihrem Haupte sein;

Freude und Wonne werden sie ergreifen,

und Schmerz und Seufzen wird weg müssen.

Jesaja 35, 10

[ゆっくりと、行進曲的に。変ロ短調、3/4]

肉はみな、草のごとく

人の光栄はみな

草の花のごとし。

草は枯れ

花は落つ。

ペトロの手紙一 1:24

[いくらか感動的に。変ト長調、3/4]

かく今は耐え忍べ、愛しき兄弟よ、

主の来たらんとするときまで。

視よ、農夫は待つなり、

地のとうとき実を。

また耐え忍ぶなり、

朝の雨と夕の雨を得るまで。

かく耐え忍べ。

ヤコブの手紙 5:7

[初めと同じテンポで。変ロ短調、3/4]

肉はみな、草のごとく

人の光栄はみな

草の花のごとし。

草は枯れ

花は落つ。

[音をある程度十分に保って。変ロ長調、C]

されど主の御言葉は保つなり、とこしえに。

ペトロの手紙一 1:24-25

[はなはだしくなく軽快に。変ロ長調、C]

主に救われしもの再びきたりて、

歓呼とともにシオンにきたる。

喜び、とこしえの喜びが、

その頭の上にあらん。

喜びと歓びとをかれらはつかみ、

苦しみと嘆きとは逃げ去るべし。

イザヤ書 35:10

### 第3曲「主よ、知らしめたまえ」
[Andante moderato. d-Moll, C]

Herr, lehre doch mich,

daß ein Ende mit mir haben muß.

und mein Leben ein Ziel hat,

und ich davon muß.

Siehe, meine Tage sind

einer Hand breit vor Dir,

und mein Leben ist wie nichts vor Dir.

[(Andante moderato. d-Moll) 3/2]

Ach wie gar nichts sind alle Menschen,

die doch so sicher leben.

Sie gehen daher wie ein Schemen

und machen ihnen viel vergebliche Unruhe;

sie sammeln und wissen nicht,

wer es kriegen wird.

Nun Herr, wes soll ich mich trösten?

[(Andante moderato.) D-Dur (3/2)]

Ich hoffe auf Dich.

Psalm 39, 5-8

[(Andante moderato.) D-Dur, C]

Der Gerechten Seelen sind in Gottes Hand

und keine Qual rühret sie an.

Weisheit Salomos 3, 1

[ほどよくゆっくりと歩くように。ニ短調、C]

主よ、知らしめたまえ、

われに終わり必ずあること、

わが命に末あること、

我この世より必ず去ることを。

視よ、わが日々は

手の幅ほどのものなり、御前にては。

わが命は無のごとし、御前にては。

[3/2]

げに、まことに無のごとし、すべての人は、

かれら確かに生きれども。

かれら影がごとく移ろい、

むなしく思い悩む。

かれら積み蓄えるが、知らず、

誰がそれを手にせんかを。

されば主よ、何によりてか、われ己を慰むべし？

[ニ長調]

われは待ち望む、汝を。

詩編 39:5-8

[ニ長調、C]　（大フーガ）

正しき人の魂は神の御手のうちにあり、

いかなる責め苦もそれらに触れることなし。

知恵の書 3:1

### 第4曲「いかに愛すべきかな、なんじのいますところは、万軍の主よ」
[Mäßig bewegt. Es-Dur, 3/4]

Wie lieblich sind Deine Wohnungen,

Herr Zebaoth!

Meine Seele verlanget und sehnet sich

nach den Vorhöfen des Herrn;

Mein Leib und Seele freuen sich

in dem lebendigen Gott.

Wohl denen, die in Deinem Hause wohnen,

die loben Dich immerdar.

Psalm 84, 2.3.5

[適度に感動的に。変ホ長調、3/4]

いかに愛すべきかな、なんじのいますところは、

万軍の主よ！

わが魂は求め慕う、

主の前庭を。

わが身と心は喜ぶ、

命の神の御前で。

幸いなるかな、なんじの家に住むものは、

なんじをつねに讃えまつるものは。

詩編 84:2-3, 5

### 第5曲「汝らも今は憂いあり」
[Langsam. G-Dur, C]

Ihr habt nun Traurigkeit;

aber ich will euch wiedersehen,

und euer Herz soll sich freuen,

und eure Freude soll niemand von euch nehmen.

Johannes 16, 22

Ich will euch trösten,

wie einen seine Mutter tröstet.

Jesaja 66, 13

Sehet mich an: Ich habe eine kleine Zeit

Mühe und Arbeit gehabt

und habe großen Trost gefunden.

Jesus Sirach 51, 35

[ゆっくりと。ト長調、C]

汝らも今は憂いあり、

されどわれ汝らを再び見ん。

そのとき汝らの心よろこぶべし、

その喜びを汝らより奪う者なし。

ヨハネによる福音書 16:22

われ汝らを慰めん、

人をその母が慰むるごとく。

イザヤ書 66:13

われを視よ。われに束の間の

労苦と働きのみありしが、

われ大いなる慰めを見いだせり。

シラ書 51:27

### 第6曲「われらここには、とこしえの地なくして」
[Andante. c-Moll, C]

Denn wir haben hie keine bleibende Statt,

sondern die zukünftige suchen wir.

Hebräer 13, 14

Siehe, ich sage Euch ein Geheimnis:

Wir werden nicht alle entschlafen,

wir werden aber alle verwandelt werden;

und dasselbige plötzlich in einem Augenblick,

zu der Zeit der letzten Posaune.

[Vivace. c-Moll, 3/4]

Denn es wird die Posaune schallen

und die Toten werden auferstehen unverweslich;

und wir werden verwandelt werden.

Dann wird erfüllet werden das Wort,

das geschrieben steht.

Der Tod ist verschlungen in den Sieg.

Tod, wo ist dein Stachel?

Hölle, wo ist dein Sieg?

1 Korinther 15, 51.52.54.55.

[Allegro. C-Dur, C]

Herr, Du bist würdig

zu nehmen Preis und Ehre und Kraft,

denn Du hast alle Dinge erschaffen,

und durch Deinen Willen haben sie das Wesen

und sind geschaffen.

Offenbarung Johannis 4, 11

[ゆっくり歩くように。ハ短調、C]

われらここには、とこしえの地なくして、

ただ来たらんとするものを求む。

ヘブライ人への手紙 13:14

視よ、われ汝らに神秘を告ぐ、

われらはことごとく眠るにあらず、

われらみな化せられん、

たちまち、瞬く間に、

終わりのラッパのときに。

[生き生きと。ハ短調、3/4]

すなわちラッパ鳴り

死人は朽ちずして蘇り、

われらは化せられん。

かくて言葉は成就せん、

かく記されたるものは。

「死は勝利に呑まれたり。

死よ、なんじのとげは、いずこにかある？

地獄よ、なんじの勝利は、いずこにかある？」

コリントの信徒への手紙一 15:51-52,54-55

[軽快に。ハ長調、C]

主よ、なんじはふさわし、

称賛と栄光と力を受けたもうことに。

なんじは万物を造りたまい、

御心によりてそれらは存在を保ち、

かつ造られたるゆえに。

ヨハネの黙示録 4:11

### 第7曲「幸いなるかな、死人のうち、主にありて死ぬるものは」
[Feierlich. F-Dur, C]

Selig sind die Toten,

die in dem Herrn sterben,

von nun an.

Ja, der Geist spricht,

daß sie ruhen von ihrer Arbeit;

denn ihre Werke folgen ihnen nach.

Offenbarung Johannis 14, 13

[おごそかに。ヘ長調、C]

幸いなるかな、死人のうち、

主にありて死ぬるもの、

今よりのちに。

「然り」と霊も言いたもう、

「かれらはその労苦から[解かれて]休まん。

かれらの行い、のちより従うなれば」

ヨハネの黙示録 14:13